# Circuit
Circuit (Okrążenie) – amerykański dramat filmowy z 2001 roku w reżyserii Dirka Shafera. Zdjęcia kręcono w Los Angeles.